# Sniper Elite
Sniper Elite (noto anche come Sniper Elite: Berlin 1945) è un videogioco sparatutto tattico in terza persona del 2005 sviluppato da Rebellion Developments e pubblicato da MC2 France in Europa e da Namco Hometek in Nord America, nel 2005. Nel 2012, in coincidenza con l'uscita del remake Sniper Elite V2, è stato ristampato tramite Steam dalla stessa Rebellion.
Il protagonista di Sniper Elite è Karl Fairburne, un agente dell'OSS americano di origine tedesca travestito da cecchino tedesco. Viene inserito nella battaglia di Berlino nel 1945 durante gli ultimi giorni della seconda guerra mondiale, con l'obiettivo critico di impedire che la tecnologia nucleare tedesca cada nelle mani delle forze d'invasione sovietiche.

## Trama
Il gioco si svolge nell'aprile del 1945. La seconda guerra mondiale è prossima alla conclusione e russi e tedeschi si scontrano in una furiosa battaglia per la conquista di Berlino. Il giocatore veste i panni di un tiratore scelto americano inviato dall'OSS, Karl Fairburne, la cui missione è di vitale importanza: recuperare le informazioni del progetto nucleare tedesco per evitare che Stalin acceda alle ricerche sulla bomba atomica e alla tecnologia V2 della Germania, un'anticipazione della guerra fredda.
Nel disperato tentativo di evitare la sconfitta, l'esercito tedesco ha chiamato alle armi la popolazione civile, incluse le donne, gli anziani e perfino i bambini a partire da 10 anni, costringendola a combattere in prima linea alle porte della città. La Luftwaffe, ormai indebolita, non è in grado di opporre resistenza ai frequenti raid aerei, sia diurni che notturni, degli alleati. Truppe sovietiche si aggirano per la città, in cerca di vendetta per le sofferenze subite e per l'incredibile numero di morti causato dai tedeschi nella loro patria (la battaglia di Stalingrado si è conclusa solamente 2 anni prima). Il centro della città è deserto e offre le condizioni ideali per questa operazione segreta dell'OSS.
Ci sono diverse fazioni che si contendono il controllo della città: la resistenza tedesca, che aiuta Karl, il NKVD sovietico e le forze naziste. Martin Bormann, figura estremamente importante del Reich, è uno degli obiettivi che Karl deve assassinare in quanto vuole incontrarsi con un contatto del NKVD alla porta di Brandeburgo per disertare con i sovietici. Gli altri personaggi (come il dr. Max Lohmann, importante scienziato tedesco che Fairburne deve catturare e scortare fuori da Berlino verso gli Stati Uniti per impedirgli di cadere nelle mani dei sovietici) sono fittizi, ad eccezione del generale Patton, che ha inviato Fairburne in missione.

## Modalità di gioco
Sniper Elite è uno sparatutto in terza persona che combina elementi di gioco stealth e sparatutto in prima persona. A rafforzare l'aspetto stealth, c'è un indice di mimetizzazione, misurato in percentuale, che mostra la visibilità del giocatore. Fairburne utilizza diverse armi della seconda guerra mondiale, inclusi vari fucili da cecchino, una pistola silenziata, fucili mitragliatori, mitragliatrici leggere, un anticarro e bombe a mano che possono essere utilizzate anche per creare trappole esplosive tripwire.
Una delle caratteristiche principali del gioco è l'opzione di una balistica realistica, che coinvolge fattori come la caduta del proiettile, la forza del vento e la respirazione durante il tentativo di tiro. Il gameplay di cecchino viene eseguito in visuale in prima persona, mentre il movimento e l'uso di tutte le altre armi sono in visuale in terza persona. Quando il giocatore esegue con successo un colpo da cecchino particolarmente ben posizionato (come un colpo alla testa o un colpo su un bersaglio in movimento), la visuale segue il percorso del proiettile al rallentatore, mentre la telecamera ruota attorno al proiettile.
Altre caratteristiche includono la capacità di ferire un nemico in modo che i suoi compagni siano costretti a venire in loro soccorso e quindi esporre le loro posizioni per cecchini, far esplodere granate nemiche e serbatoi di carburante con proiettili ben mirati e tempi di tiro in modo che rumori forti come il tuono o i colpi di artiglieria mascherano il suono ed evitano così di allertare i nemici vicini.

### Versione per Wii
La versione Wii del gioco è stata rilasciata da Reef Entertainment in Nord America nel settembre 2010. È compatibile con il telecomando Wii e Wii Zapper e contiene un nuovo livello bonus. Il gioco è stato rilasciato anche in Europa nello stesso anno.

## Bug
In quasi tutte le mappe multiplayer esiste almeno un bug (errore di gioco) che permette di accedere ad aree della mappa normalmente non raggiungibili.

## Accoglienza
Sniper Elite è stato premiato nel 2005 dalla The Independent Games Developers Association (TIGA) come "Best PC/Console Game" ("Miglior videogioco per computer/console).
Dal 2010 il gioco ha conseguito secondo il sito GameRankings un punteggio medio del 73% per la versione PC, 76% per la versione PlayStation 2 e 77% per la versione Xbox.

## Romanzo
L'impronta del libro di Rebellion Developments Abaddon Books ha pubblicato un romanzo ispirato al gioco, Sniper Elite: The Spear of Destiny scritto da Jasper Bark. In questo libro, la missione di Karl Fairburne è impedire a un ufficiale delle SS canaglia di nome Helmstadt di vendere l'unica bomba atomica tedesca funzionante ai sovietici.